# Maraton w Pekinie
Maraton w Pekinie – maratoński bieg uliczny rozgrywany co roku na ulicach Pekinu, w Chinach. Pierwsza edycja maratonu w Pekinie odbyła się 27 września 1981 roku. Impreza odbywa się każdego roku we wrześniu lub w październiku (jedynie w 2012 roku maraton odbył się w listopadzie).

## Lista zwycięzców
Lista zwycięzców maratonu w Pekinie:
| Edycja | Data                 | Zwycięzca wśród mężczyzn | Kraj              | Czas    | Zwyciężczyni wśród kobiet | Kraj            | Czas    |
| ------ | -------------------- | ------------------------ | ----------------- | ------- | ------------------------- | --------------- | ------- |
| 37     | 17 września 2017     | Salah Eddine Bounasr     | Maroko            | 2:11:18 | Meselech Beyene           | Etiopia         | 2:27:44 |
| 36     | 17 września 2016     | Mekuant Ayenew           | Etiopia           | 2:11:09 | Meseret Mengistu          | Etiopia         | 2:25:56 |
| 35     | 20 września 2015     | Mariko Kipchumba         | Kenia             | 2:11:00 | Betelhem Moges            | Etiopia         | 2:27:31 |
| 34     | 19 października 2014 | Girmay Birhanu           | Etiopia           | 2:10:42 | Fatuma Sado               | Etiopia         | 2:30:03 |
| 33     | 20 października 2013 | Tadese Tola              | Etiopia           | 2:07:16 | Zhang Yingying            | Chiny           | 2:31:19 |
| 32     | 25 listopada 2012    | Tariku Jufar             | Etiopia           | 2:09:39 | Jia Chaofeng              | Chiny           | 2:27:40 |
| 31     | 16 października 2011 | Francis Kiprop           | Kenia             | 2:09:00 | Wei Xiaojie               | Chiny           | 2:28:05 |
| 30     | 24 października 2010 | Siraj Gena               | Etiopia           | 2:15:45 | Wang Jiali                | Chiny           | 2:29:31 |
| 29     | 18 października 2009 | Samuel Muturi            | Kenia             | 2:08:20 | Bai Xue                   | Chiny           | 2:34:44 |
| 28     | 19 października 2008 | Benjamin Kiptoo          | Kenia             | 2:10:14 | Bai Xue                   | Chiny           | 2:26:27 |
| 27     | 21 października 2007 | Nephat Kinyanjui         | Kenia             | 2:08:09 | Chen Rong                 | Chiny           | 2:27:05 |
| 26     | 15 października 2006 | James Kwambai            | Kenia             | 2:10:36 | Sun Weiwei                | Chiny           | 2:34:41 |
| 25     | 16 października 2005 | Benson Cherono           | Kenia             | 2:06:55 | Sun Yingjie               | Chiny           | 2:21:01 |
| 24     | 17 października 2004 | James Moiben             | Kenia             | 2:10:42 | Sun Yingjie               | Chiny           | 2:24:11 |
| 23     | 19 października 2003 | Ian Syster               | Południowa Afryka | 2:07:49 | Sun Yingjie               | Chiny           | 2:19:39 |
| 22     | 20 października 2002 | Li Zhuhong               | Chiny             | 2:13:09 | Sun Yingjie               | Chiny           | 2:21:21 |
| 21     | 14 października 2001 | Gong Ke                  | Chiny             | 2:10:11 | Liu Min                   | Chiny           | 2:23:37 |
| 20     | 15 października 2000 | Nelson Ndereva           | Kenia             | 2:13:52 | Wei Yanan                 | Chiny           | 2:26:34 |
| 19     | 10 października 1999 | Kenichi Suzuki           | Japonia           | 2:11:33 | Ai Dongmei                | Chiny           | 2:29:20 |
| 18     | 10 października 1998 | Kim Jung-won             | Korea Północna    | 2:13:49 | Wang Yanrong              | Chiny           | 2:28:50 |
| 17     | 4 października 1997  | Hu Gangjun               | Chiny             | 2:09:18 | Pan Jinhong               | Chiny           | 3:10:43 |
| 16     | 20 października 1996 | Nelson Ndereva           | Kenia             | 2:10:37 | Ren Xiujuan               | Chiny           | 2:26:39 |
| 15     | 15 października 1995 | Meng Xianhui             | Chiny             | 2:16:20 | Ren Xiujuan               | Chiny           | 2:30:00 |
| 14     | 30 października 1994 | Hu Gangjun               | Chiny             | 2:10:56 | Wang Junxia               | Chiny           | 2:31:11 |
| 13     | 17 października 1993 | Hu Gangjun               | Chiny             | 2:10:57 | Li Yemei                  | Chiny           | 2:30:36 |
| 12     | 11 października 1992 | Takahiro Izumi           | Japonia           | 2:11:29 | Xie Lihua                 | Chiny           | 2:28:53 |
| 11     | 13 października 1991 | Negash Dube              | Etiopia           | 2:12:55 | Deborah Noy               | Wielka Brytania | 2:35:18 |
| 10     | 21 października 1990 | Peter Dall               | Dania             | 2:14:55 | Li Yemei                  | Chiny           | 2:32:14 |
| 9      | 15 października 1989 | Peter Dall               | Dania             | 2:12:47 | Mun Gyong-ae              | Korea Północna  | 2:27:16 |
| 8      | 16 października 1988 | Abebe Mekonnen           | Etiopia           | 2:07:35 | –                         | –               | –       |
| 7      | 18 października 1987 | Juma Ikangaa             | Tanzania          | 2:12:19 | –                         | –               | –       |
| 6      | 19 października 1986 | Taisuke Kodama           | Japonia           | 2:07:35 | –                         | –               | –       |
| 5      | 13 października 1985 | Shigeru So               | Japonia           | 2:10:23 | –                         | –               | –       |
| 4      | 14 października 1984 | Hideki Kita              | Japonia           | 2:12:16 | –                         | –               | –       |
| 3      | 25 września 1983     | Ron Tabb                 | Stany Zjednoczone | 2:18:51 | –                         | –               | –       |
| 2      | 26 września 1982     | Li Jong-hyong            | Korea Północna    | 2:14:44 | –                         | –               | –       |
| 1      | 27 września 1981     | Kjell Erik Ståhl         | Szwecja           | 2:15:20 | –                         | –               | –       |